# École française de spiritualité

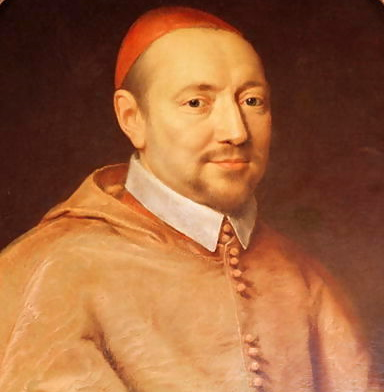
Portrait du cardinal Pierre de Bérulle par Philippe de Champaigne.

 (octobre 2022).
Si vous disposez d'ouvrages ou d'articles de référence ou si vous connaissez des sites web de qualité traitant du thème abordé ici, merci de compléter l'article en donnant les références utiles à sa vérifiabilité et en les liant à la section « Notes et références ».
L'École française de spiritualité est un concept forgé par l'abbé Henri Bremond dans les années 1920 pour définir le courant français issu de la Contre-Réforme au XVIIe siècle.
Dans l'École française de spiritualité, on a coutume de placer en premier lieu la société de l'Oratoire de Jésus et de Marie fondée par Pierre de Bérulle, ainsi que Charles de Condren, Jean-Jacques Olier et Jean Eudes, mais également Vincent de Paul et Grignion de Montfort, voire Bossuet. On y inclut parfois des théologiens jansénistes comme Saint-Cyran, proche de Bérulle, mais certains bérulliens ont pris position contre le mouvement janséniste.
L'École française de spiritualité met l'accent sur le mystère de l'Incarnation et sur l'importance du Logos (Verbe incarné) dans la charité agissante, ce qui a pour conséquence d'insister sur la sanctification du prêtre en tant que missionnaire des âmes.
Ce courant fut majoritaire dans la formation de la spiritualité catholique française, depuis le milieu du XVIIe siècle jusqu'au milieu du XXe siècle.

## Historiographie
La définition du concept élaboré par Henri Bremond dans les années 1920 a connu diverses modifications. L'expression elle-même, « École française », lui semble antérieure d'une cinquantaine d'années : en 1873, déjà, elle est employée par Maurice d'Hulst à propos du renouveau spirituel du premier XVIIe siècle.

## Contexte spirituel

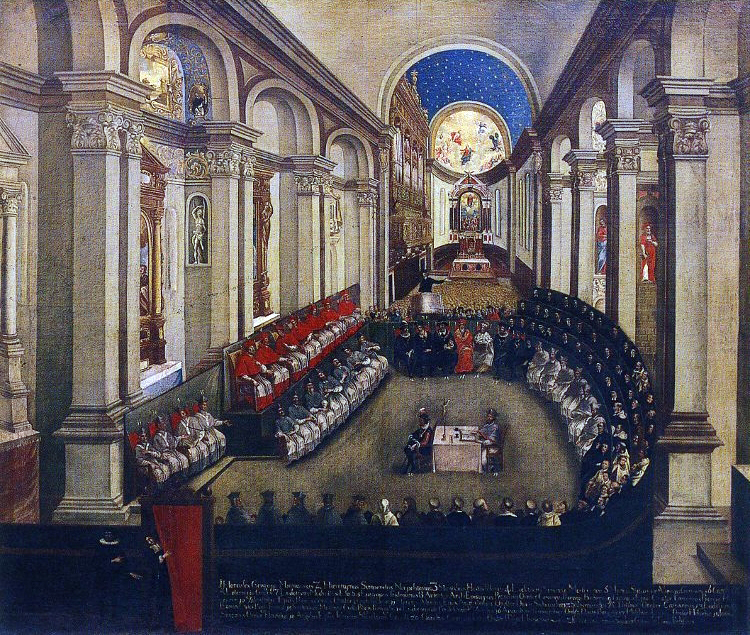
Réunion du concile de Trente à Sainte-Marie-Majeure, Musée diocésain de Trente

Après les guerres de Religion et les décrets du concile de Trente, la France connaît au XVIIe siècle, et particulièrement pendant ses soixante premières années, une période de fécondité et de renouveau. D'autres courants mystiques, parallèlement à celui de l'école française, se développent dans les ordres traditionnels, parmi lesquels les Capucins et les Dominicains. La publication des œuvres de François de Sales, notamment l'Introduction à la vie dévote, rend accessibles aux laïcs des pratiques spirituelles réservées autrefois aux cloîtres, et des communautés nouvelles s'épanouissent comme la Compagnie de Jésus, même si elle a été exilée temporairement de France par Henri IV en 1595. Mais c'est l'école bérullienne qui marque la société par son originalité.
Les maîtres de cette école sont quatre ecclésiastiques : Pierre de Bérulle, Charles de Condren, Jean-Jacques Olier et Jean Eudes. Ils ont comme successeurs Jean-Baptiste de La Salle et  Louis-Marie Grignion de Montfort. D'autres comme les oratoriens François Bourgoing et Guillaume Gibieuf exercent aussi leur influence, mais dans une moindre mesure. L'école française comprend aussi des laïcs comme Gaston de Renty, à la tête de la Compagnie du Saint-Sacrement de 1639 à 1649, ou Jean de Bernières, et des religieux comme Vincent de Paul, le carme Léon de Saint-Jean, la mère Agnès de Langeac, la carmélite Marguerite de Beaune ou Marie des Vallées. Des jésuites comme Saint-Jure et Louis Lallemant sont aussi marqués par le christocentrisme de ce courant.

## Contexte historique
Le pays se remet des conflits du siècle précédent, malgré la situation de la Lorraine et de la Picardie, en situation de conflits avec l'Empire ; la France est la plus peuplée et l'une des contrées les plus prospères d'Europe. Une classe bourgeoise cultivée et distincte de la noblesse aspire aux questions intellectuelles. Cependant le haut clergé se trouve souvent absorbé par des intérêts de position sociale et le clergé régulier miné par le système des commendes et des bénéfices. Quant aux prêtres des campagnes, ils sont fréquemment ignorants, alors qu'un mouvement de réforme religieuse débute déjà dans le courant du XVIe siècle. C'est donc sur le petit clergé des villes, notamment grâce à des missions de province, que l'attention des réformateurs va se porter.
Parallèlement, la plupart des ordres religieux se réforment pour redresser des situations décadentes. Chez les Bénédictins, il s'agit de la réforme de Saint-Maur, chez les Cisterciens la réforme des Feuillants, puis des Trappistes, les Carmes se réforment en Touraine et les Carmes déchaux émergent sous l'impulsion de Thérèse d'Avila.

## Nouveaux centres spirituels

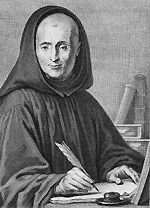
Portrait de Mabillon.

Des lieux de réflexion se créent, notamment dans des monastères de la Visitation grâce aux écrits salésiens.  L'abbaye de Saint-Germains-des-Prés rayonne intellectuellement grâce à Mabillon. Le parlement de Paris est touché par le nombre de ses membres qui se tournent vers les questions religieuses et les organisations charitables. Madame Acarie réunit dans son salon Pierre de Bérulle, qui est son cousin, ou des figures influentes comme la marquise de Bréauté, future carmélite, Mme de Sainte-Beuve qui fonde les Ursulines. Vincent de Paul crée les Conférences du mardi, qui forment le noyau d'un clergé parisien d'élite. La Compagnie du Saint-Sacrement, dont le cardinal de Richelieu se méfie, multiplie les œuvres de charité.

## Création de l'Oratoire de Jésus
Pierre de Bérulle est au début un jeune écrivain réputé, auteur en 1597 d'un Bref discours de l'abnégation intérieure qui rencontre un vif succès, mais il n'est pas particulièrement centré sur la personne de Jésus. Bérulle se trouve alors sous l'influence des mystiques rhéno-flamands qui lui donnent le sens de l'adoration et inspirent son théocentrisme. C'est en 1607 que s'approfondit sa pensée sous l'effet d'un bouleversement intérieur. Prêtre depuis 1599, il comprend que se réalise comme une merveilleuse assomption de notre personne par le Christ, afin que nous opérions les merveilles du Christ. : pour lui, les dispositions intérieures du chrétien doivent être en premier lieu l'adoration, puis l'amour et enfin la communication du mystère du Fils de Dieu. 
Stimulé par les réformes de certains ordres et par les conseils de François de Sales, qui lui fait connaître l'Oratoire de Philippe Néri, Bérulle se laisse convaincre par Henri de Gondi, futur cardinal de Retz, évêque de Paris. C'est ainsi que le jour de la Saint-Martin, 11 novembre 1611 (11/11/11) Bérulle forme une première communauté avec cinq prêtres diocésains qui s'installe rue Saint-Jacques, près du couvent des Carmélites du faubourg Saint-Jacques. La bulle d'approbation suit en 1613 et les six hommes font vœu de servitude à Jésus en 1615, année où le clergé de France reçoit (c'est-à-dire accepte officiellement) les décrets du concile de Trente. Bérulle devient visiteur (équivalent de directeur spirituel) du Carmel, et les missions, la formation des collèges et la création de séminaires sont lancées. Désormais, l'Oratoire français est un acteur majeur de la Contre-Réforme.

## Spiritualité

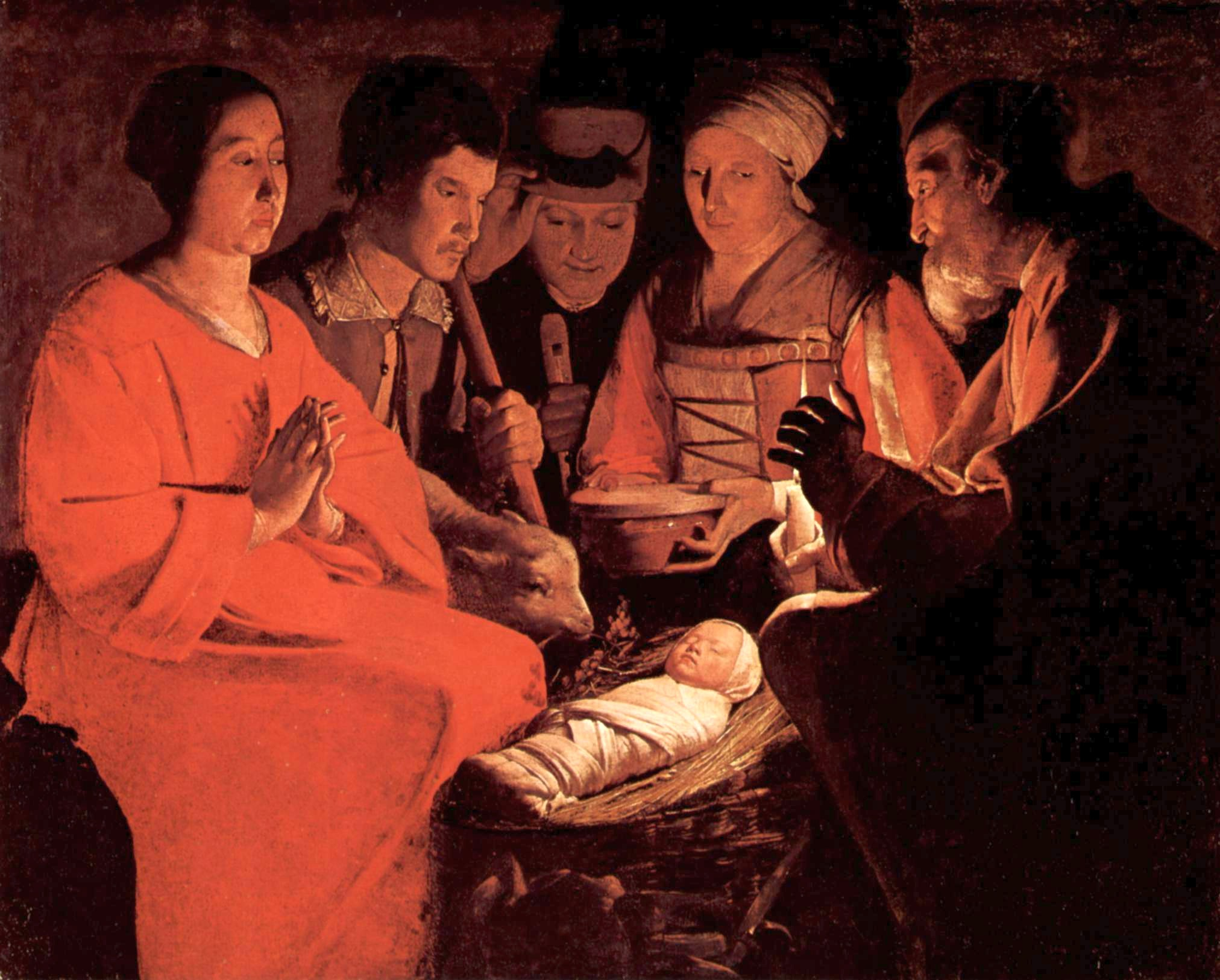
Nativité de Georges de La Tour (1644)

La spiritualité de cette école est centrée sur la personne même de Jésus, afin d'en acquérir une expérience intime et de participer au renouvellement agissant de son Corps mystique, c'est-à-dire l'Église selon la théologie traditionnelle. Il s'agit dès lors de placer son ego en adoration devant la grandeur divine, en considérant l'état de soumission volontaire du Verbe incarné à la condition humaine. Le silence de l'oraison est favorisé devant des mystères tels que l'Incarnation et la Nativité ; la dévotion à l'instar des Carmes espagnols devant l'Enfant Jésus, modèle de charité silencieuse, est relancée. Surtout, l'École française préconise l'adoration devant le Saint-Sacrement (l'Eucharistie), c'est-à-dire l'expression et la réalisation de l'état de victime de l'amour.
En laissant agir le Christ en lui, le croyant est stimulé par la charité participante de la Trinité.
On a coutume de distinguer quatre axes dévotionnels majeurs : la volonté de se faire serviteur de Jésus, la méditation des attitudes intimes de Jésus, ce qui donnera lieu par exemple à la dévotion du Sacré-Cœur, l'adoration eucharistique, et l'oraison personnelle afin de trouver en Jésus l'accomplissement de chacun.

## Principales figures
- Pierre de Bérulle (1575–1629), cardinal, fondateur de la société de l'Oratoire de Jésus et de Marie (les Oratoriens)
- Charles de Condren (1588–1641), supérieur général de l'Oratoire, successeur de Bérulle
- François Bourgoing (1585-1662), troisième supérieur général de l'Oratoire
- François de Sales (1567-1622), docteur de l'Église, cofondateur de l'ordre de la Visitation (les Visitandines)
- Barbe Acarie (1566-1618)
- Guillaume Gibieuf (1583-1650)
- Vincent de Paul (1581-1660), fondateur de la congrégation de la Mission (les Lazaristes) et des Filles de la charité
- Jean Eudes (1601-1680), fondateur de la congrégation de Jésus et Marie (les Eudistes) et de l'ordre de Notre-Dame de Charité
- Gaston de Renty (1611-1649)
- Jean-Jacques Olier (1608–1657), fondateur de la Compagnie des prêtres de Saint-Sulpice (les Sulpiciens)
- Jérôme Le Royer de la Dauversière (1597-1659), fondateur des Hospitalières de Saint-Joseph
- Jeanne Chézard de Matel (1596–1670), fondatrice de l'ordre du Verbe incarné
- Henry-Marie Boudon (1624-1702)
- Jacques-Bénigne Bossuet (1627-1704)
- Louis-Marie Grignion de Montfort (1673-1716), fondateur de la Compagnie de Marie (les Pères montfortains), d'où les Frères de Saint-Gabriel et les Filles de la Sagesse

## Principaux écrits
- Pierre de Bérulle, Discours de l'état et des grandeurs de Jésus-Christ, Paris, 1623
- François Bourgoing, Vérités et excellences de Jésus-Christ
- Charles de Condren, L'Idée du sacerdoce et du sacrifice de Jésus-Christ
- Jean Eudes, La Vie et le royaume de Jésus dans des âmes chrétiennes, 1637; Le Contrat de l'homme avec Dieu par le saint baptême; Le Cœur admirable de la très Sainte Mère de Dieu, 1680
- Jean-Baptiste de La Salle, Les Règles et Constitutions ; Méditations pour les dimanches et fêtes ; Méditation pour le temps de la retraite ; L'Explication de la méthode d'oraison ; Recueil de petits traités à l'usage des Frères
- Jean-Jacques Olier, Le Catéchisme chrétien pour la vie intérieure, Paris, 1650 et 1656, Introduction à la vie et aux vertus chrétiennes, Paris 1657; La Journée chrétienne, Paris, 1655 ; Le Traité des saints ordres, Paris, 1676; Pietas Seminarii S. Sulpitii
- Vincent de Paul, Correspondance ; Entretiens ; Documents

### Archives
Les fonds d'archives et les bibliothèques de la Congrégation de Jésus et Marie (Eudistes), de l'Oratoire de France et des Lazaristes ont été réunis chez les Lazaristes, au 95 rue de Sèvres, à Paris.